# Bombardarea Romei în Al Doilea Război Mondial
Roma a fost bombardată de mai multe ori în timpul anilor 1943 și 1944, în principal de avioane aliate și într-o măsură mai mică de avioane ale Axei, înainte ca orașul să fie eliberat de Aliați la 4 iunie 1944. Papa Pius al XII-lea a încercat inițial, fără succes, să declare Roma oraș deschis, prin negocieri cu președintele american Franklin D. Roosevelt, prin intermediul arhiepiscopului (mai târziu cardinal) Francis Spellman⁠(d). Roma a fost în cele din urmă declarată oraș deschis la 14 august 1943 (la o zi după ultimul raid aerian aliat) de către forțele italiene care apărau orașul.
Primul raid aerian a avut loc la 19 iulie 1943, când 690 de avioane ale Forțelor Aeriene ale Armatei Statelor Unite⁠(d) (USAAF) au survolat Roma și au aruncat 9.125 de bombe asupra orașului. Deși raidul a vizat curtea de marfă și fabrica de oțel din cartierul San Lorenzo din Roma, bombele aliate au lovit și blocurile de apartamente din cartier, având ca rezultat distrugerea Bazilicii Papale și moartea a 1.500 de oameni. Pius al XII-lea, care anterior îi ceruse lui Roosevelt să nu bombardeze Roma din cauza „valorii sale pentru întreaga umanitate”, a vizitat regiunile afectate ale cartierului; fotografiile vizitei sale au devenit ulterior un simbol al sentimentelor anti-război din Italia. Raidurile aeriene aliate au continuat pe tot parcursul anului 1943 și s-au extins până în 1944. În Statele Unite, în timp ce majoritatea mass-media americane au susținut raidurile aeriene, multe ziare catolice le-au condamnat.
În cele 110.000 de misiuni de zbor⁠(d) care au constituit campania aeriană aliată asupra Romei, 600 de avioane au fost pierdute și 3.600 de membri ai echipajului aerian au murit; 60.000 de tone de bombe au fost aruncate în cele 78 de zile de dinainte ca Roma să fie capturată de Aliați la 4 iunie 1944.

## Corespondență între Pius al XII-lea și Roosevelt
În urma primului bombardament aliat asupra Romei, la 16 mai 1943 (cu trei luni înainte ca armata germană să ocupe orașul), Pius al XII-lea i-a scris lui Roosevelt cerând ca Roma „să fie cât mai mult posibil cruțată de durere și devastare ulterioare, iar numeroasele sale sanctuare prețuite… de la ruină ireparabilă”.
La 16 iunie 1943, Roosevelt a răspuns:
| “ | Atacurile asupra Italiei sunt limitate, pe cât posibil din punct de vedere uman, la obiective militare. Nu am făcut și nu vom face război împotriva civililor sau împotriva obiectivelor nemilitare. În cazul în care s-ar considera necesar ca avioanele aliate să opereze deasupra Romei, aviatorii noștri sunt pe deplin informați cu privire la locația Vaticanului și au primit instrucțiuni specifice pentru a preveni căderea bombelor în interiorul Vaticanului. | ” |

Bombardamentul Romei a fost controversat, iar generalul Henry H. Arnold⁠(d) a descris Vaticanul drept un „cartof fierbinte” din cauza importanței catolicilor în forțele armate americane. Opinia publică britanică, totuși, a fost mai înclinată spre bombardarea orașului, din cauza participării avioanelor italiene la Blitz-ul asupra Londrei. H.G. Wells a fost un susținător deosebit de vocal al acestui lucru.

## Raiduri notabile
| Data               | Descriere |
| ------------------ | --- |
| 19 iulie 1943      | La 19 iulie 1943, în timpul Operațiunii Crosspoint, Roma a fost bombardată de 521 de avioane aliate. Între orele 11:00 și 12:00, 150 de bombardiere B-17 Flying Fortress aliate au atacat curtea de marfă și fabrica de oțel San Lorenzo⁠(d). După-amiază, al doilea obiectiv a fost stația de triaj Littorio din partea de nord a Romei. Al treilea obiectiv a fost aeroportul Ciampino, în partea de sud-est a Romei. Raidul a cauzat mii de victime civile (estimările variază între 1.600 și 3.200 de victime). După raid, Pius al XII-lea, împreună cu Monseniorul Montini (viitorul Papă Paul al VI-lea), s-au deplasat la Bazilica Sfântului Laurențiu din afara zidurilor, care fusese grav avariată, și au distribuit 2 milioane de lire mulțimilor. |
| 13 August 1943     | 310 bombardiere aliate au atacat orașul, vizând San Lorenzo și Scalo del Littorio. De asemenea, cartierele urbane înconjurătoare au fost puternic lovite, iar 502 de civili au fost uciși. |
| 17 septembrie 1943 | 55 de bombardiere USAAF au atacat aeroportul Ciampino. |
| 18 septembrie 1943 | Ciampino a fost atacat din nou, de data aceasta de 35 de bombardiere. |
| 23 octombrie 1943  | 73 de bombardiere RAF au atacat baza aeriană Guidonia. |
| 22 noiembrie 1943  | Ciampino a fost bombardat de 39 de avioane RAF. |
| 28 noiembrie 1943  | Ciampino a fost bombardat de 55 de avioane RAF. |
| 28 decembrie 1943  | Ciampino și Guidonia au fost bombardate de al 12-lea USAAF. |
| 13 ianuarie 1944   | Bombardierii USAF au atacat aerodromurile Guidonia și Centocelle. |
| 19 ianuarie 1944   | 147 de bombardiere USAF au atacat aerodromurile Guidonia și Centocelle, dar și orașul înconjurător a fost lovit. |
| 20 ianuarie 1944   | 197 de bombardiere USAF au atacat aerodromurile Guidonia și Centocelle, dar și orașul înconjurător a fost lovit. |
| 3 martie 1944      | 206 bombardiere USAF au atacat stațiile de triaj Tiburtino, Littorio și Ostiense; acestea au fost lovite, dar și cartierele urbane înconjurătoare, cu 400 de decese civile. |
| 7 martie 1944      | 149 de bombardiere USAF au bombardat stațiile de triaj Littorio și Ostiense, lovind atât obiectivele, cât și orașul. |
| 10 martie 1944     | Al 12-lea USAAF a bombardat stațille de triaj Littorio și Tiburtino, dar bombele au căzut și pe oraș, ucigând 200 de civili. |
| 14 martie 1944     | 112 bombardiere USAF au atacat stația de triaj Prenestino; obiectivul a fost lovit, dar și cartierele înconjurătoare au suferit daune, cu 150 de victime civile. |
| 18 martie 1944     | Al 12-lea USAAF a bombardat Roma, cauzând 100 de victime civile. Acesta a fost ultimul mare raid aerian asupra Romei. |

## Bombardarea Vaticanului

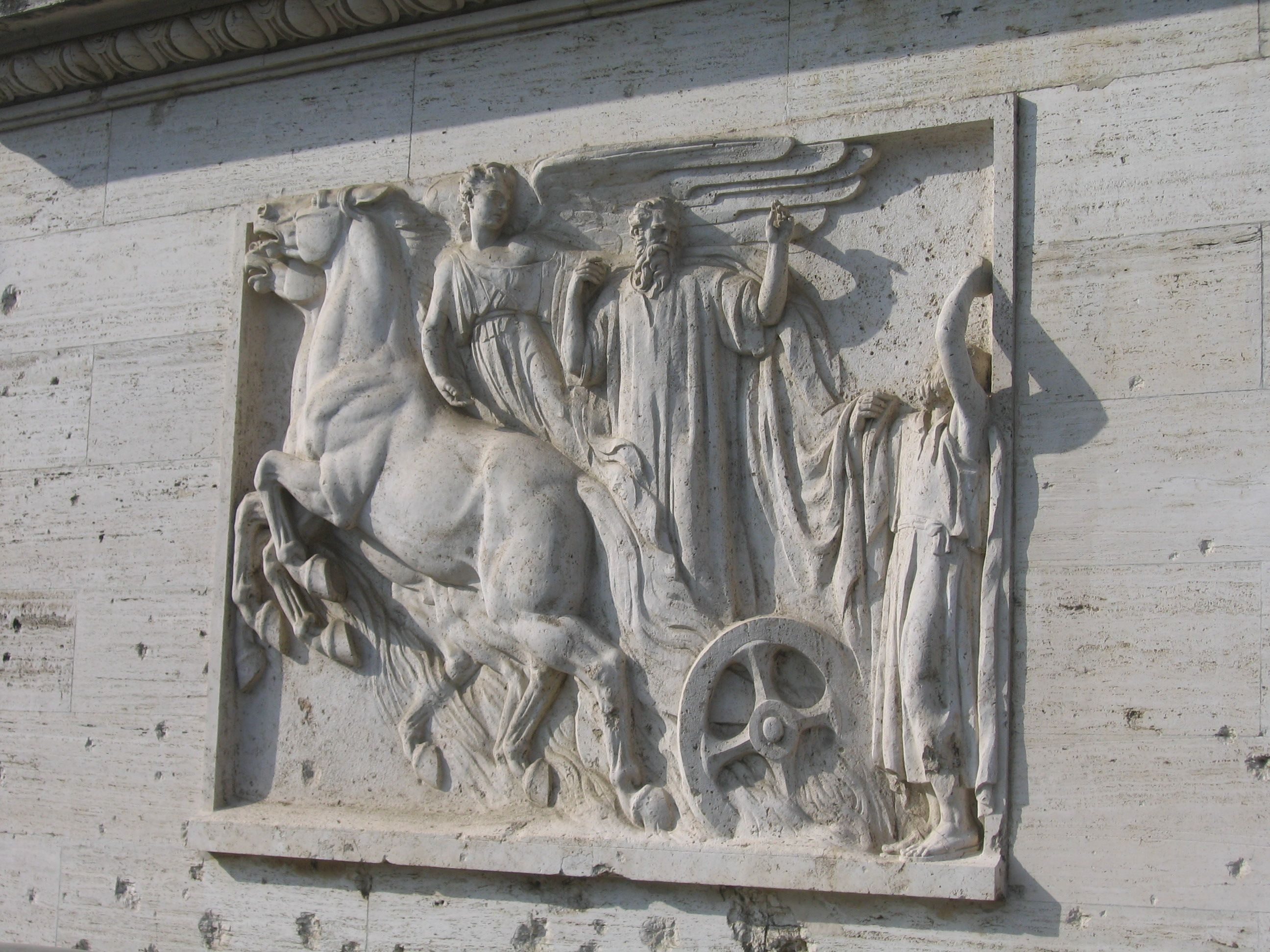
Efectele schijelor asupra unui zid al gării din Vatican, care este împodobit cu o sculptură a Sfântului Ilie în carul său de foc

Vaticanul a menținut o politică oficială de neutralitate în timpul războiului.  Atât bombardierele aliate, cât și cele ale Axei au făcut unele eforturi pentru a nu ataca Vaticanul atunci când bombardau Roma. Cu toate acestea, Vaticanul a fost bombardat de cel puțin două ori în timpul războiului, o dată la 5 noiembrie 1943 și o dată la 1 martie 1944. Există diferite relatări cu privire la partea responsabilă pentru ambele incidente.
5 noiembrie 1943
La 5 noiembrie 1943, un singur avion a aruncat patru bombe asupra Vaticanului, distrugând un studio de mozaic de lângă gara Vaticanului și spărgând geamurile înaltei cupole a Sfântului Petru, aproape distrugând Radio Vatican. Nu au existat victime. Daunele cauzate de raid sunt încă vizibile.
1 martie 1944
Nu există nicio obscuritate cu privire la identitatea avionului britanic care a aruncat bombe la marginea Vaticanului la 1 martie 1944, deoarece aceasta a fost recunoscută în mod explicit, cel puțin în privat, de către Ministerul Aerian britanic ca fiind un bombardament accidental, când unul dintre avioanele sale într-un raid de bombardament asupra Romei și-a aruncat bombele prea aproape de zidul Vaticanului.